# Piscine Annette-Kellermann
La piscine Annette-Kellermann, dit aussi centre aquatique départemental Annette-Kellermann (CADAK), est un complexe aquatique situé à La Courneuve (Seine-Saint-Denis), propriété du Département de la Seine-Saint-Denis et inclus dans le parc des sports de Marville. 

## Situation et accès
La piscine est située au 51 avenue Roger-Salengro à La Courneuve. Elle est accessible notamment par les bus 150 et 250 en attendant à horizon 2026 l'ouverture de la station des Six-Routes de la ligne 16 du métro. Elle dispose d'un dépose-minute et d'un parc vélos. Le stationnement automobile est possible sur les parkings proches, au parc Georges-Valbon.

## Dénomination
La piscine porte le nom de la nageuse australienne Annette Kellermann (1886-1975),.

## Historique
En avril 2024, le complexe aquatique vient prendre le relais d'un autre équipement ouvert en 1975, déjà dans le parc des sports de Marville, qui comprenait un bassin intérieur de 25 mètres, un bassin extérieur de 50 mètres et une fosse à plongeon de 4,8 mètres. 
Piscine d'entraînement des épreuves olympiques de water-polo, le centre aquatique avait été initialement pensé pour accueillir les compétitions, mais cette intention est abandonnée une fois qu'il a été constaté que la ligne 16 du métro ne pourrait être livrée pour 2024,. Ces épreuves ont alors été déplacées au CAO alors que la nage de vitesse était elle envoyée à La Défense Arena à Nanterre. L'ambition du projet est dévoilé en avril 2022 avec un fort accent mis sur l'apprentissage de la nage pour les jeunes, dans un département où le manque de bassins rend difficile les apprentissages. 
La piscine est officiellement inaugurée en février 2024 en amont des Jeux olympiques d'été de 2024 et prend la suite de l'ancien équipement fermé le 31 mars 2024, avec un objectif de fréquentation totale (scolaires et grand public) passant de 60 000 300 000 entrées. La piscine Annette-Kellermann accueille pour les publics scolaires dès le 2 avril 2024 avant une ouverture au grand public en septembre 2024. Le centre aquatique accueille en janvier 2025 ses premières compétitions, le championnat de France FSGT de natation et annonce une fréquentation « très encourageante » de 52000 nageurs en quatre mois.
Le complexe est doté d’un bassin sportif de 33 mètres sur 21 et de huit lignes d’eau, d’un bassin ludique de 156 m2, d’un bassin d’éveil ou d’une lagune de jeux avec geyser et fontaines, mais également d’un espace bien-être, d’un hammam, de deux saunas, d’une salle de musculation,. L’équipement est chauffé par le réseau de chaleur local, alimenté principalement par géothermie.